# Marianne Kriel
Marianne Kriel (n. 30 august 1971, Bellville, Provincia Western Cape, Africa de Sud) este o înotătoare ce a reprezentat Africa de Sud, medaliată olimpică. A participat la 2 ediții ale Jocurilor Olimpice (1992, 1996) în care a câștigat o medalie de bronz.